# Rio Soturno
Rio Soturno är ett vattendrag i Brasilien.   Det ligger i delstaten Rio Grande do Sul, i den södra delen av landet, 1 600 km söder om huvudstaden Brasília.
Trakten runt Rio Soturno består till största delen av jordbruksmark. Runt Rio Soturno är det ganska glesbefolkat, med 27 invånare per kvadratkilometer.